# Endlich unendlich
Endlich unendlich ist das zweite Soloalbum des deutschen Rappers Megaloh. Es erschien am 8. März 2013 beim Berliner Independent-Label Nesola. Das Album wurde als Standard-, Deluxe- und Amazon-Edition, inklusive Instrumentals, veröffentlicht.

## Hintergrund
Am 1. Februar 2013 veröffentlichte Megaloh über Facebook die Titelliste. Ab dem 27. September 2013 ging er deutschlandweit auf die Endlich unendlich-Tour.
Produzenten waren Ghanaian Stallion, Beatgees, DJ Skare, Kahedi und Farhot. Es war das erste Megaloh-Album seit acht Jahren. Unter anderem sind Max Herre und Samy Deluxe auf dem Album mit Gastbeiträgen vertreten.

## Vermarktung
Am 22. Februar 2013 wurde auf dem YouTube-Kanal von 16bars.de ein Musikvideo zu dem Lied Dr. Cooper veröffentlicht. Es folgte die Single Programmier dich neu auf dem offiziellen Megaloh-Kanal.

## Titelliste
| #  | Titel                                                | Länge |
| -- | ---------------------------------------------------- | ----- |
| 1  | Dr. Cooper (Ich weiss)                               | 3:19  |
| 2  | Loser                                                | 3:23  |
| 3  | Endlich unendlich (feat. Grace)                      | 4:50  |
| 4  | Programmier dich neu                                 | 3:59  |
| 5  | Yogibär                                              | 3:25  |
| 6  | Entschleunigung (feat. Max Herre)                    | 4:14  |
| 7  | Rennen                                               | 2:27  |
| 8  | Fliegen davon (feat. Joy Denalane)                   | 4:00  |
| 9  | Vaterfigur (feat. Chima)                             | 3:27  |
| 10 | Schlaf                                               | 2:45  |
| 11 | In deinen Augen                                      | 4:19  |
| 12 | Glaub dran (feat. Daniel Stoyanov)                   | 4:15  |
| 13 | Entgegen der Norm                                    | 3:07  |
| 14 | Neue Schritte (feat. Samy Deluxe)                    | 4:36  |
| 15 | Leben lieben lernen (feat. Roland Meyer de Voltaire) | 3:55  |
| 16 | Adrenalin (feat. Marteria) – Bonus-Track             | 2:54  |
| 17 | In diesem Leben – Bonus-Track                        | 3:16  |
| 18 | HipHop Remix (feat. ASD) – Bonus-Track               | 4:46  |

## Rezeption
| Professionelle Bewertungen | Professionelle Bewertungen |
| -------------------------- | -------------------------- |
| Kritiken                   |                            |
| Quelle                     | Bewertung                  |
| laut.de                    | [ 7 ]                      |
| rappers.in                 | [ 8 ]                      |

Das Album erhielt gemischte Kritiken. Die Rezensentin Lisa Wörner von der E-Zine Laut.de vergibt drei von fünf möglichen Sternen und hob besonders hervor, dass Megaloh nun „authentisch“ sei. Er transportiere in den Liedern „durchweg Kampfgeist und Optimismus“. Aber es wird eher negativ bemerkt, dass sein Rap „in dieser so reinen Form hier oft einhergehen muss mit etwas zu überfrachteten Produktionen von Ghanaian Stallion, aber auch von den Beatgees, DJ Skare und Max Herres Produktionsteam Kahedi“. Denn „Megalohs Flow und seine bildgewaltige Sprache kommt auf reduzierten, klar auf den Punkt gebrachten Produktionen wesentlich besser zum Tragen“.
Der Redakteur vom Hip-Hop-Portal rappers.in sieht das Album aus einem positiven Blickwinkel. Demnach hat Megaloh es geschafft, „sein riesiges Potenzial in einen stimmigen Langspieler umzumünzen“. „Er setze auf schlichte Ehrlichkeit statt einer überzogenen Selbstdarstellung“ und „die Beats harmonieren perfekt mit der tiefen Stimme des Rappers“.

## Chartplatzierungen
| ChartsChartplatzierungen | Höchstplatzierung | Wochen |
| ------------------------ | ----------------- | ------ |
| Deutschland (GfK)        | 9 (3 Wo.)         | 3      |
| Österreich (Ö3)          | 33 (1 Wo.)        | 1      |
| Schweiz (IFPI)           | 34 (2 Wo.)        | 2      |